# Черёмухино (Ленинградская область)
Черёмухино (до 1948 года Юлляппяа, фин. Ylläppää) — посёлок в Громовском сельском поселении Приозерского района Ленинградской области.

## Название
Вероятно, своим происхождением этот топоним обязан родовому имени.
5 июня 1947 года исполком Сортанлахтинского сельсовета принял решение присвоить деревне Юлляппяа название Выжигино. Спустя некоторое время деревне поменяли название на Черёмухино, обосновав такое решение «переводом с финского», хотя к черёмухе (tuomi) словосочетание Ylläppää не имеет никакого отношения.

## История

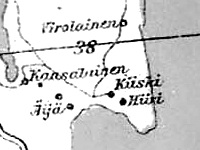
Земли деревни Юлляппяа. 1923 год

До 1939 года деревня Юлляппяа входила в состав волости Пюхяярви Выборгской губернии Финляндской республики.
С января 1940 года — в составе Карело-Финской ССР.
С 1 августа 1941 года по 31 июля 1944 года финская оккупация.
С 1 ноября 1944 года учитывалась в составе Сортанлахтинского сельсовета Кексгольмского района.
С 1948 года деревня стала учитываться, как посёлок Черёмухино в составе Громовского сельсовета Приозерского района. В ходе укрупнения хозяйства к деревне были присоединены соседние селения: Хепонотка, Кииски, Хиири, Юляярви, Валимяки, Яйя и Ниемеля.
С 1 февраля 1963 года — в составе Громовского сельсовета Выборгского района.
С 1 января 1965 года — вновь в составе Громовского сельсовета Приозерского района. 
По данным 1966, 1973 и 1990 годов посёлок Черёмухино входил в состав Громовского сельсовета.
В 1997 году в посёлке Черёмухино Громовской волости проживали 56 человек, в 2002 году — 25 человек (русские — 88 %).
В 2007 году в посёлке Черёмухино Громовского СП проживали 37 человек, в 2010 году — 22 человека.

## География
Посёлок расположен в восточной части района близ автодороги 41К-012 (Санкт-Петербург — Приозерск).
Расстояние до административного центра поселения — 29 км.
Расстояние до ближайшей железнодорожной станции Отрадное — 32 км.
Посёлок находится на западном берегу Ладожского озера.

## Улицы
Ладожская, Лесная.